# پتر فان دورن
پتر فان دورن (هلندی: Peter van Doorn؛ زادهٔ ۲۹ ژانویهٔ ۱۹۴۶) دوچرخه‌سوار اهل هلند است.